# The High and the Mighty
The High and the Mighty és un drama d'aventures en Cinemascope dirigida per William A. Wellman, adaptació del guió tret de la novel·la homònima d'Ernest K. Gann estrenada el 1954.
La pel·lícula descriu els esdeveniments d'un grup de passatgers així com dels membres de la tripulació a bord d'un avió de línia Douglas DC-4 que efectua un vol transpacífic durant el qual l'avió experimenta un problema tècnic, precipitant tots els passatgers cap a una catàstrofe inevitable. The High and the Mighty  va servir més tard de model per a la denominació de « pel·lícules de catàstrofes», en pel·lícules com  Airport  (1970), El colós en flames (1974), i  Titanic (1997).
John Wayne que actua a la pel·lícula és igualment coproductor. El compositor Dimitri Tiomkin va obtenir un Oscar a la millor cançó per a la cançó del títol The High and the Mighty .

## Argument[4]
La pel·lícula descriu els drames personals i les interaccions que van in crescendo entre els 17 passatgers, així com els conflictes entre els cinc membres de la tripulació del vol de nit Trans-Orient-Pacific n° 420  a la sortida de Honolulu i en direcció de San Francisco. Poc després de la meitat del recorregut efectuat, els passatgers del vol són de sobte submergits en una atmosfera tensa, angoixosa i la vida es transforma en una prova real per a cadascun a bord a causa d'una fallada tècnica de l'aparell.
La primera meitat d'aquesta pel·lícula de llarga durada (2 h 27) és consagrada al desenvolupament escrupolós dels 22 personatges principals. Diàlegs, flashbacks descriuen les vides dels passatgers, sobretot les angoixes respecte als accidents d'avions en general.
Encara que el TOPAC que han sortit de Honolulu ha informat el capità Sullivan que el nombre de passatgers a bord (Souls on Board - SOB) s'eleva a 21 (16 passatgers i 5 membres del personal), la resta del carregament 73000 lliures de mercaderies a bord a l'enlairament, i una vegada l'avió a punt per enlairar-ser, un passatger d'última hora, Humphrey Agnew, puja a bord sense cap reserva prèvia. El nombre de passatgers és des d'aleshores de 17.
Poc després de la sortida, un lleuger incident alerta el primer oficial d'un problema probable de l'aparell. Només una hostessa sembla haver-se fixat en el tremolor d'un mirall. Després d'haver sobrepassat el punt de no retorn, un incendi es manifesta a bord, causant seriosos danys malgrat la rapidesa amb la qual el personal aconsegueix apagar-lo.

## Repartiment
- John Wayne: Dan Roman
- Claire Trevor: May Holst
- Laraine Day: Lydia Rice
- Robert Stack: John Sullivan
- Jan Sterling: Sally McKee
- Phil Harris: Ed Joseph
- Robert Newton: Gustave Pardee
- David Brian: Ken Childs
- Paul Kelly: Donald Flaherty
- Sidney Blackmer: Humphrey Agnew
- Julie Bishop: Lillian Pardee
- Pedro Gonzalez Gonzalez: Gonzales
- John Howard: Howard Rice
- Wally Brown: Lenny Wilby, navigador
- William Campbell: Hobie Wheeler
- John Qualen: Jose Locota
- David Leonard: científic
- John Indrisano: Control aeri
- Ann Doran: Clara Joseph
- Paul Fix: Frank Briscoe
- Joy Kim: Dorothy Chen
- George Chandler: Ben Sneed
- Michael Wellman: Toby Field
- Douglas Fowley: Alsop
- Regis Toomey: Tim Garfield
- Carl Switzer: Ensign Keim
- Robert Keys: Tinent Mowbray
- William Hopper: Roy

## Galeria

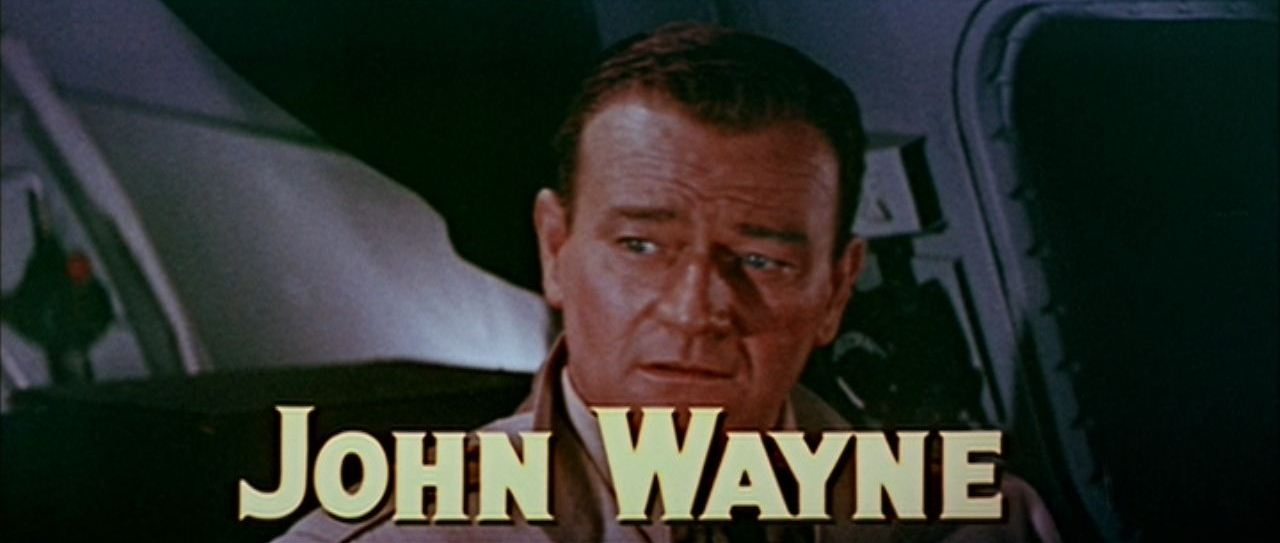
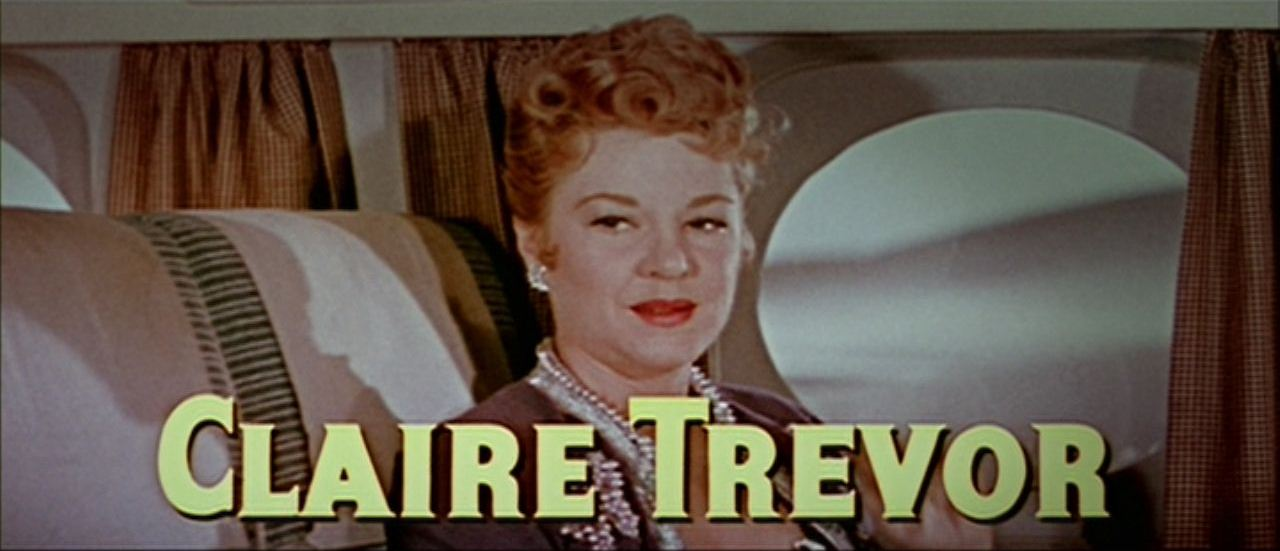
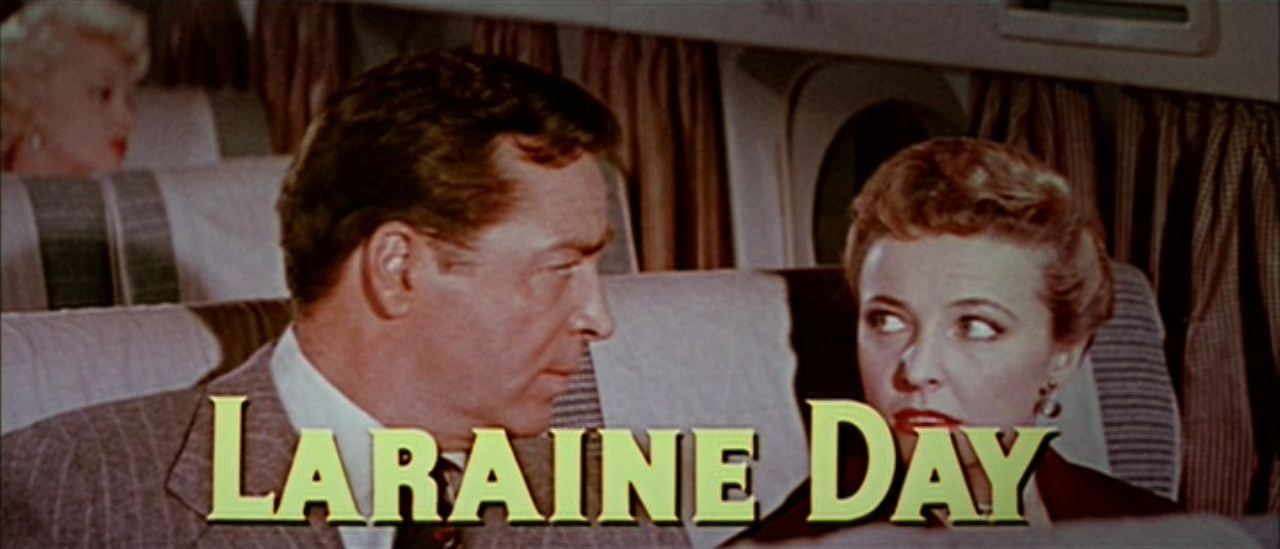
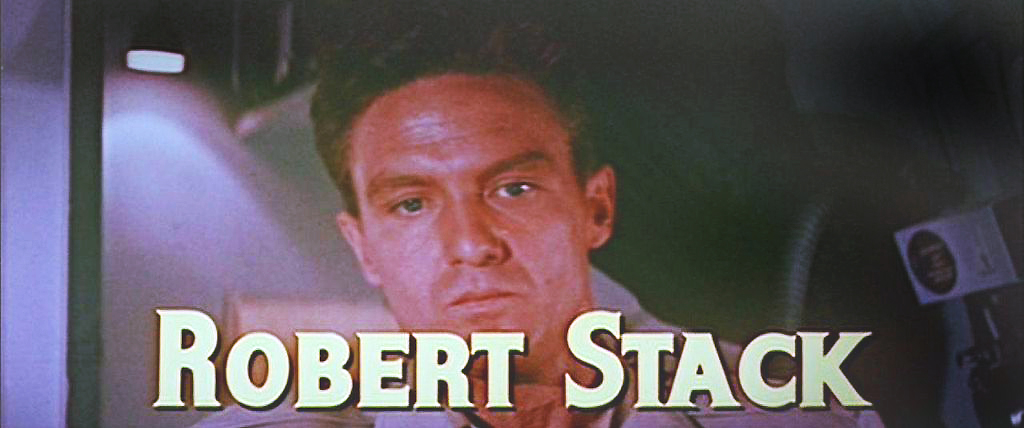
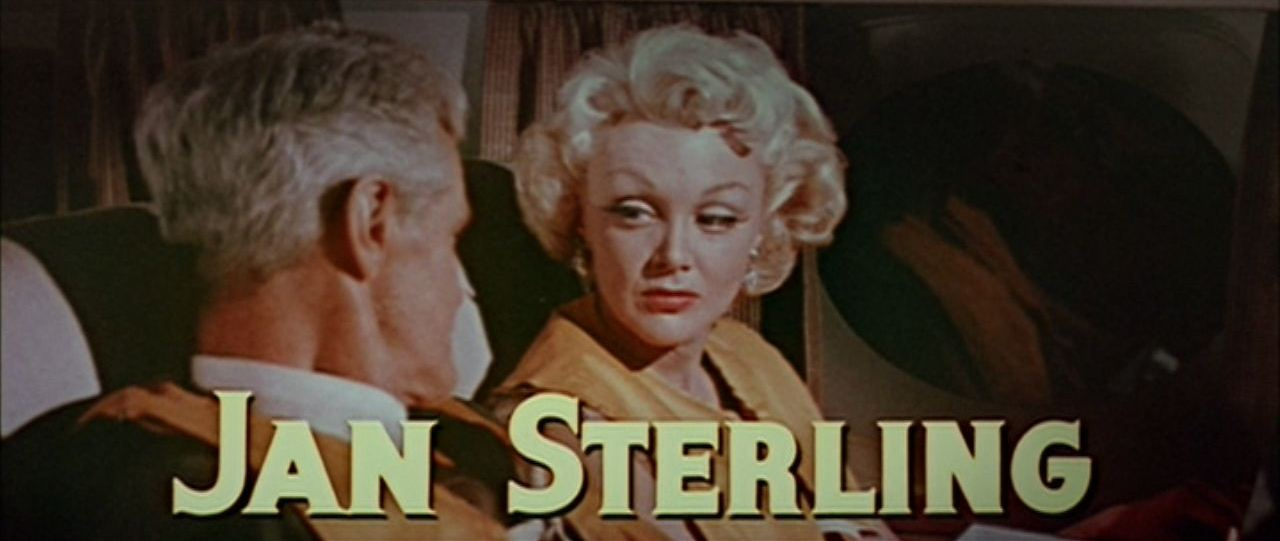
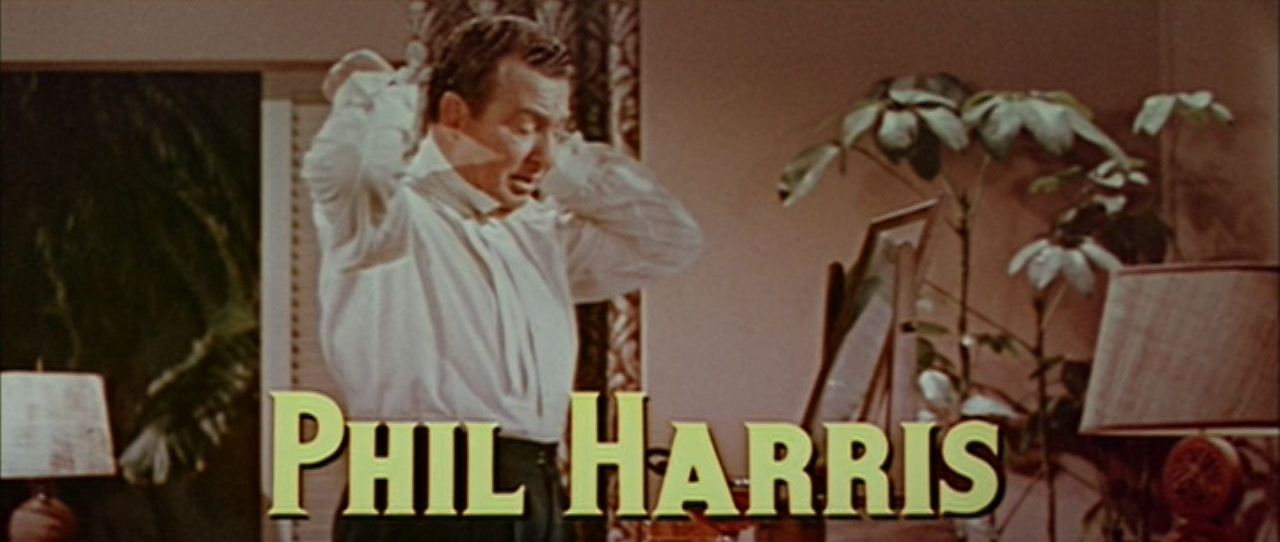
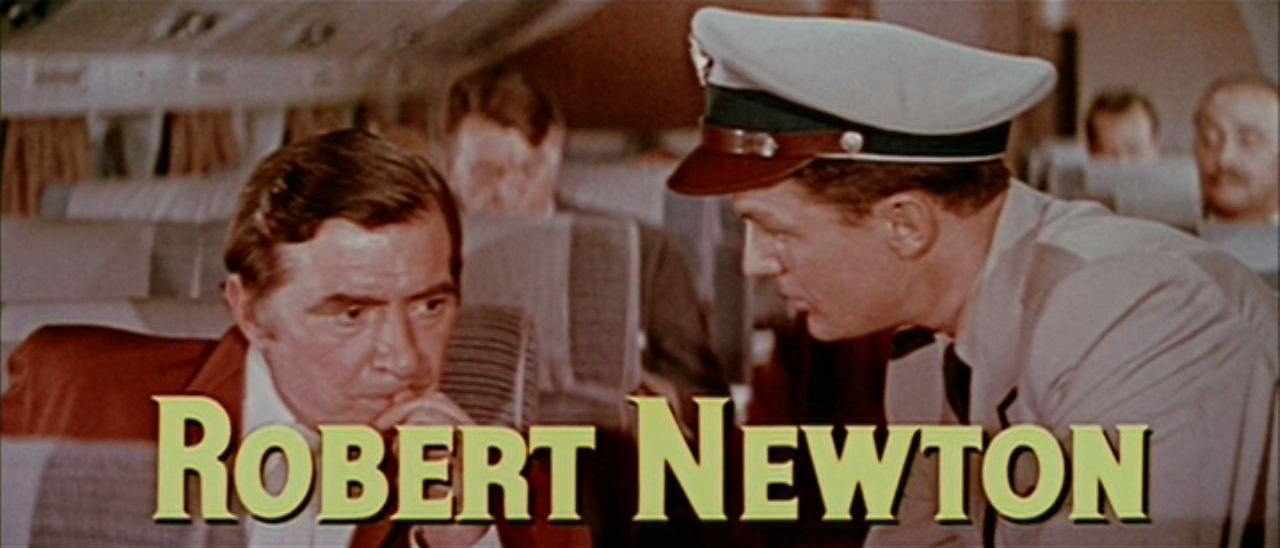
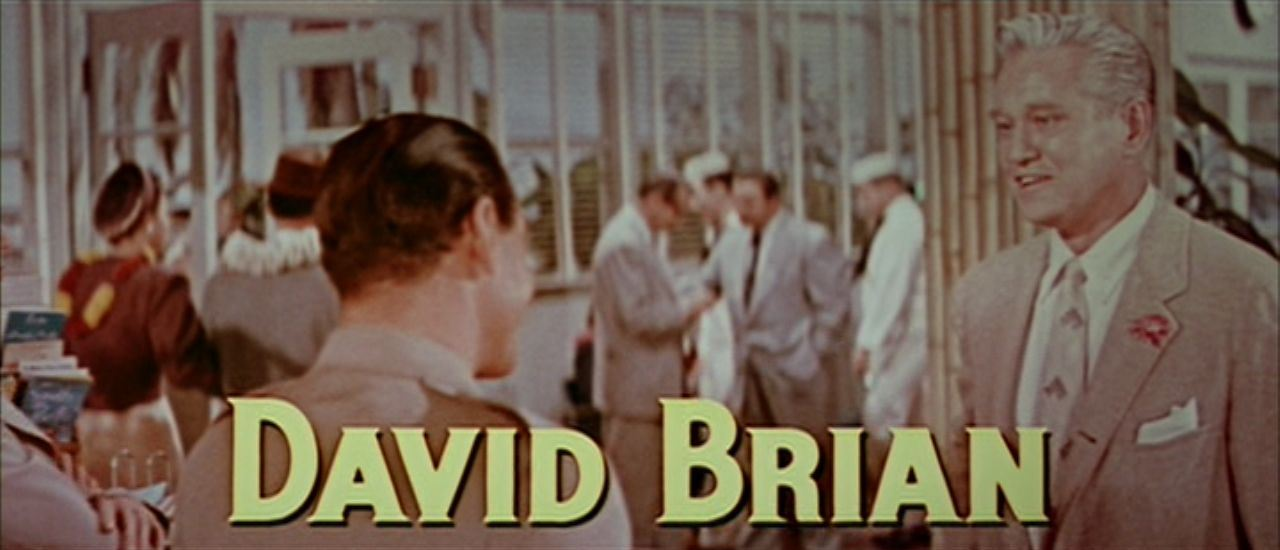
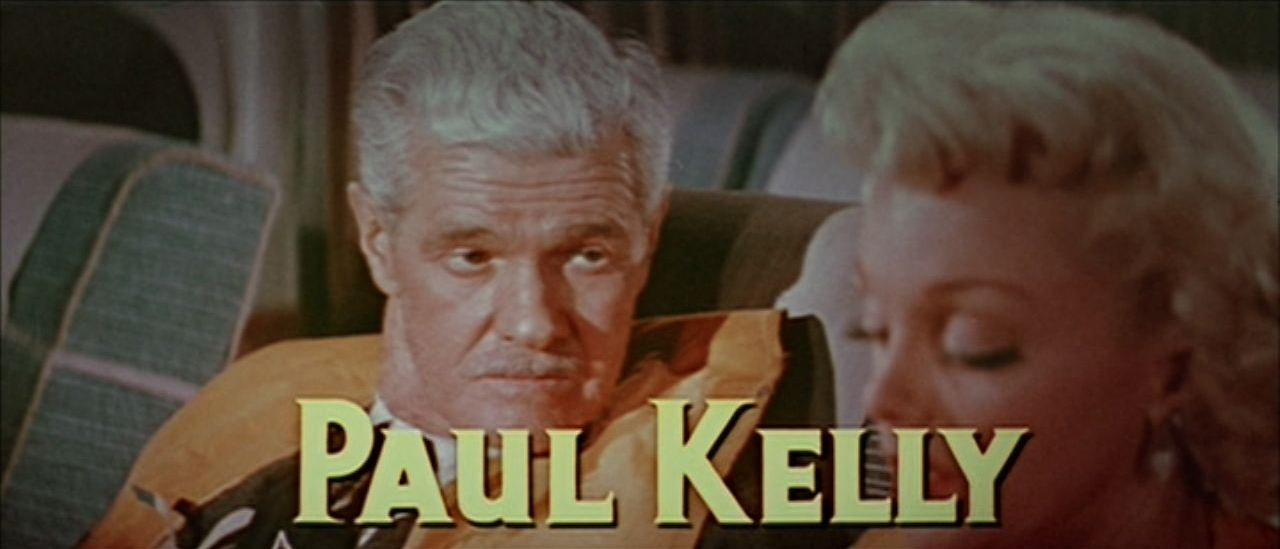
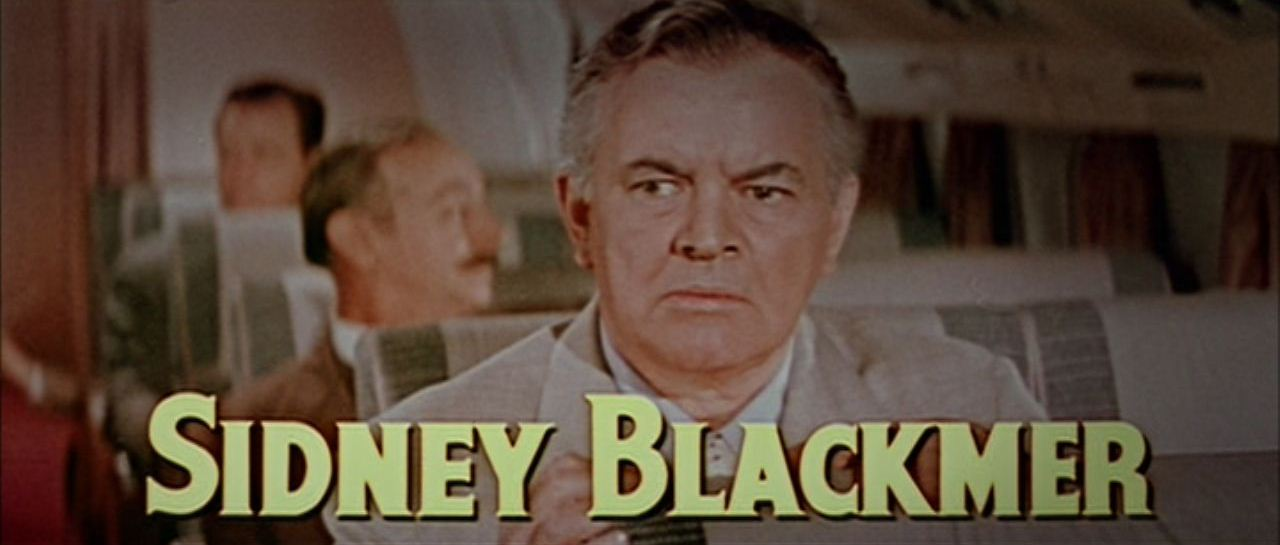
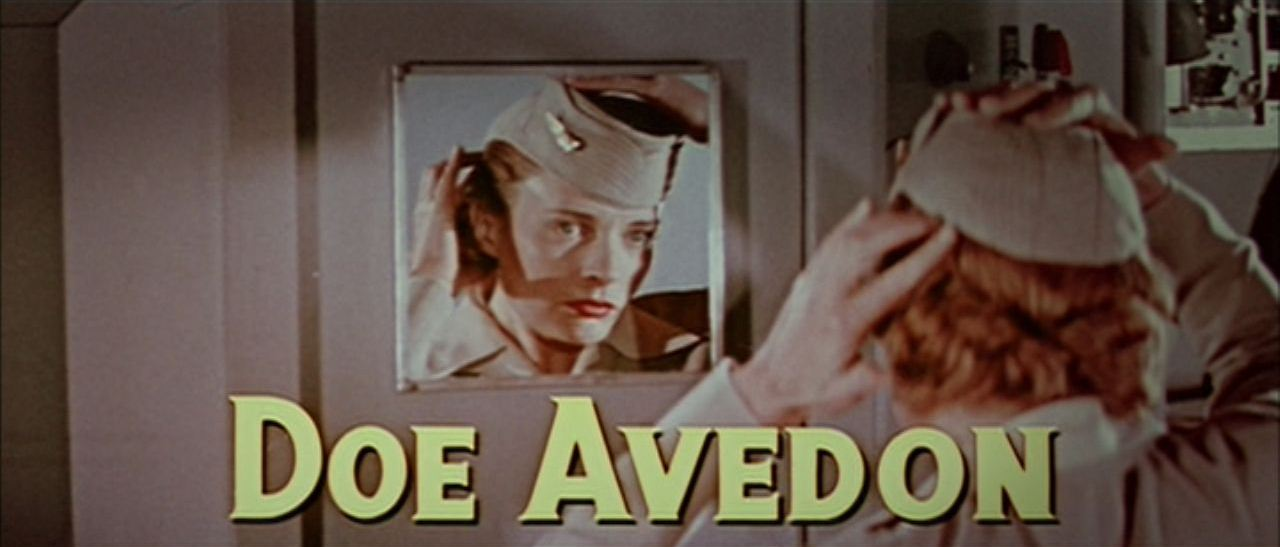

## Al voltant de la pel·lícula
- El repartiment: Els problemes de casting han turmentat la producció de la pel·lícula. Després que Spencer Tracy va ser escollit per dirigir el «projecte» molt poc de temps abans de la preproducció,[5] John Wayne va acceptar el paper. John Wayne va prometre el segon paper de pilot al seu amic Robert Cummings d'acord amb les recomanacions de Wellman. L'entrevista amb Robert Stack va convèncer realment Wellman que una persona estrangera en l'ofici de pilot podria en efecte realment representar el drama d'un conflicte.[6]

## Premis i nominacions

### Premis
- 1955: Oscar a la millor banda sonora per Dimitri Tiomkin.
- 1955: Globus d'Or a la millor actriu secundària per Jan Sterling

### Nominacions
- 1955: Oscar a la millor actriu secundària per Jan Sterling
- 1955: Oscar a la millor actriu secundària per Claire Trevor.
- 1955: Oscar al millor director per William A. Wellman.
- 1955: Oscar a la millor pel·lícula.
- 1955: Oscar a la millor cançó original per Dimitri Tiomkin i Ned Washington.